# Stephen Robinett
Stephen Allen Robinett (eigentlich Stephen Hahn, geboren am 13. Juli 1941 in Long Beach, Kalifornien; gestorben am 16. Februar 2004 in Corona del Mar, Newport Beach, Kalifornien) war ein amerikanischer Schriftsteller.

## Leben
Robinett studierte zunächst Geschichte an der California State University, Long Beach, wo er 1966 mit dem Bachelor abschloss, und anschließend Rechtswissenschaft am University of California Hastings College of the Law, wo er 1971 promovierte. Er arbeitete anschließend bis 1973 als Anwalt und wurde danach hauptberuflicher Schriftsteller.
1969 hatte er eine erste Kurzgeschichte Minitalent in dem SF-Magazin Analog unter dem Pseudonym Tak Hallus veröffentlicht – Robinett zufolge persisch für „Pseudonym“ –, das er in der Folge noch mehrfach verwendete. Zwei seiner Romane wurden ins Deutsche übersetzt:
- In Stargate (1974, deutsch als Das Sternentor), Robinetts erstem Roman, geht es um den Auseinandersetzung zweier großer Unternehmen um die Technologie interstellaren Transports. Im Weltraum soll ein riesiges Sprungtor gebaut werden, ein über interstellare Entfernungen funktionierender Materietransmitter, und die für den Erfolg des Projekts entscheidenden Informationen befinden sich im Kopf des eben verstorbenen Projektleiters. Die Informationen könnten zwar aus dem Gehirn des Toten extrahiert werden, wäre nicht der Leichnam verschwunden. Protagonist ist der Nachfolger des Projektleiters, der nun versuchen muss, das Rätsel lösen und dabei nicht unterzugehen im Schattenkrieg der Konzerne.
- Der 1978 erschienene The Man Responsible (deutsch als Ein Mann mit Verantwortung) baut die gleichnamige Kurzgeschichte von 1977 zum Roman aus. Es ist eine im 21. Jahrhundert spielende Detektivgeschichte und eine der ersten SF-Erzählungen, in der Probleme künstlicher Intelligenz und des „Uploads“ menschlicher Persönlichkeit in einen Computer behandelt werden.

Die beiden letzten Romane Final Option (1990) und Unfinished Business (1990) sind im Grenzbereich von Science-Fiction und Wirtschaftssatire angesiedelt.
Robinett war seit 1969 mit Louise Yeisley verheiratet. In seiner Jugend schon wurde bei ihm ein Hodgkin-Lymphom diagnostiziert. 2004 ist Robinett im Alter von 62 Jahren gestorben.

## Bibliografie
Sind bei den Originalausgaben zwei Erscheinungsjahre angegeben, so ist das erste das des Erstdrucks und das zweite das der Erstausgabe (als Buch).
Romane
- Stargate (1974, als Tak Hallus, 1976)
  - Deutsch: Das Sternentor. Übersetzt von Tony Westermayr. Goldmann-Science-fiction #23286, 1979, ISBN 3-442-23286-4.
- Mindwipe! (1976, als Steve Hahn)
- The Man Responsible (1978)
  - Deutsch: Ein Mann mit Verantwortung. Übersetzt von Hans Maeter. Heyne-Science-fiction & Fantasy #4316, 1986, ISBN 3-453-31312-7.
- Final Option (1990)
- Unfinished Business (1990)

Sammlung
- Projections (1979)

Kurzgeschichten
- Minitalent (1969, als Tak Hallus)
- Mindwipe (1969, als Tak Hallus)
- Homage (1971, als Tak Hallus)
- Mr. Winthrop Projects (1971, als Tak Hallus)
- Jenson’s Folly (1973, auch als Force Over Distance, als Tak Hallus)
- Cynthia (1973, als Tak Hallus)
- Laws and Orders (1974, als Tak Hallus)
- Pow Wow (1975, als Tak Hallus)
- The Linguist (1975, als Tak Hallus)
- The Tax Man (1975)
  - Deutsch: Steuer oder Leben. 1983.
- Helbent 4 (1975, als Stephen Robinette)
- A Penny’s Worth (1976)
- Projections (1976)
  - Deutsch: Der telethesische Projektor. 1981.
- The Man Responsible (1977)
- Tomus (1977)
- Guzman’s Gardener (1978)
  - Deutsch: Guzmans Gärtner. 1982.
- The Satyr (1978)
- Hell Creatures of the Third Planet (1979)
  - Deutsch: Die Höllengeschöpfe vom dritten Planeten. 1984.
- The President’s Image (1980)
  - Deutsch: Das Bild des Präsidenten. 1982.
- Number 13 (1982)
- Amor y Pesetas (1983)